# Tuart Hill
Tuart Hill är en stadsdel i Perth i Australien. Den ligger i kommunen Stirling och delstaten Western Australia, nära centrala Perth. Antalet invånare är 6 706.